# Richárd Guzmics
Richárd Guzmics (Szombathely, 16 aprile 1987) è un ex calciatore ungherese, di ruolo difensore.

## Carriera

### Club
Ha giocato nei campionati ungherese, polacco, cinese e slovacco.
Nel 2014 si trasferisce al Wisła Cracovia nella massima serie polacca.

### Nazionale
Ha esordito in nazionale nel 2012.
Viene convocato per gli Europei 2016 in Francia.

## Palmarès

### Club

#### Competizioni nazionali
- Nemzeti Bajnokság II: 1

Haladás: 2007-2008
- Campionato slovacco: 1

Slovan Bratislava: 2018-2019